# 대한민국 민법 제297조
대한민국 민법 제297조는 용수지역권에 대한 민법 물권법 조문이다.

## 조문
제297조(용수지역권) ① 용수승역지의 수량이 요역지 및 승역지의 수요에 부족한 때에는 그 수요정도에 의하여 먼저 가용에 공급하고 다른 용도에 공급하여야 한다. 그러나 설정행위에 다른 약정이 있는 때에는 그 약정에 의한다.
②승역지에 수개의 용수지역권이 설정된 때에는 후순위의 지역권자는 선순위의 지역권자의 용수를 방해하지 못한다.

第297條(用水地役權) ① 用水承役地의 水量이 要役地 및 承役地의 需要에 不足한 때에는 그 需要程度에 依하여 먼저 家用에 供給하고 다른 用途에 供給하여야 한다. 그러나 設定行爲에 다른 約定이 있는 때에는 그 約定에 依한다.
②承役地에 數個의 用水地役權이 設定된 때에는 後順位의 地役權者는 先順位의 地役權者의 用水를 妨害하지 못한다.

## 판례
- 가정용수로 그 우물을 사용한 사실이 있다하더라도 당사자 사이에 지역권 설정행위 없이 용수지역권이 성립될 여지가 없다[1]

### 용익물권으로서의 용수지역권
- 유지의 물 자체의 사용권이 아니라 용수를 위한 지역권으로 용수지역권임이 분명하다면, 물 자체에 대한 권리로서의 용수권인지 용익물권으로서의 용수지역권인지를 심리 판단하여야 하는 것이다[2].

### 용수권의 시효취득
- 장구한 시간 동안 평온·공연하게 지소로부터 관개용 물을 써 왔다 할지라도 사유지에 속하는 이상 그러한 사실만으로는 위 지소의 물을 사용할 수 있는 용수권을 법률상 취득한다고는 볼 수 없고 또한 그러한 관습법도 존재하지 않는다[3].

## 참고 문헌
- 오현수, 일본민법, 진원사, 2014. ISBN 978-89-6346-345-2
- 오세경, 대법전, 법전출판사, 2014 ISBN 978-89-262-1027-7
- 이준현 , LOGOS 민법 조문판례집, 미래가치, 2015. ISBN 979-1-155-02086-9

## 같이 보기
- 용익물권
- 지역권
- 용수권